# Seeschlacht bei Toulon
Europäischer Kriegsschauplatz:

Mollwitz* – Chotusitz* – Simbach – Dettingen – Toulon – Pfaffenhofen – Tournai – Fontenoy – Hohenfriedberg** – Soor** – Hennersdorf** – Kesselsdorf** – Brüssel – Piacenza – Namur – Roucourt – Kap Finisterre 1 – Lauffeldt – Assietta –  Bergen op Zoom – Kap Finisterre 2 – Maastricht
(*) Erster Schlesischer Krieg – (**) Zweiter Schlesischer Krieg
Indischer Kriegsschauplatz:

Erster Karnatischer Krieg
Amerikanischer Kriegsschauplatz:

War of Jenkins’ Ear – King George’s War
Die Seeschlacht bei Toulon (englisch: Battle of Toulon oder auch Battle of Cap Sicié, französisch: Bataille du cap Sicié oder auch Bataille du Toulon) am 11. Februarjul. / 22. Februar 1744greg. fand im Rahmen des österreichischen Erbfolgekrieges statt. Es standen sich die verbündeten Flotten von Frankreich und Spanien auf der einen und die britische Mittelmeerflotte auf der anderen Seite gegenüber. Dabei befanden sich Großbritannien und Frankreich offiziell noch nicht miteinander im Kriegszustand, unterstützten aber ihre jeweiligen Verbündeten. Die verbündeten Spanier und Franzosen verließen den Hafen Toulon. Sie trafen auf die britische Flotte und es kam zu einer Schlacht, an der jeweils nur ein Teil der Schiffe beteiligt war. Beide Seiten beanspruchten hinterher wenig glaubhaft den Sieg für sich. Insbesondere in Großbritannien wurde den Befehlshabern Versagen vorgeworfen. Es kam zu einem spektakulären Kriegsgerichtsprozess, bei dem unter anderem der Admiral Thomas Mathews schuldig gesprochen wurde und seinen Posten verlor.

## Vorgeschichte
Ludwig XV. kam im Oktober 1743 mit Spanien überein, sich am Krieg gegen Großbritannien und das Königreich Sardinien im Mittelmeer zu beteiligen. Dafür unterstützte Frankreich ausdrücklich die spanischen Erbansprüche auf die habsburgischen Besitzungen in Italien. Auch Gibraltar und Mahon sollten bei einem Sieg an Spanien fallen. Die offene Kriegserklärung blieb zunächst noch aus. In der zweiten Hälfte des Jahres 1743 versuchten die Spanier unter Admiral Juan José Navarro, in Genua zu landen. Die englische Flotte verhinderte diesen Vorstoß und zwang die spanische Flotte dazu, sich nach Toulon zurückzuziehen. Wegen der Übermacht der Briten zur See musste die Flotte dort die nächsten Monate verbringen.
Der englische Admiral Thomas Mathews sah es als seine Hauptaufgabe an, das Auslaufen der Spanier aus Toulon zu verhindern. Er setzte die französischen Behörden unter Druck. Auch gegen das spanienfreundliche Genua übte er Druck aus und behinderte den Handel. Sowohl Genua als auch Frankreich ließen dies zunächst geschehen, weil es ihnen an Machtmitteln fehlte. Von Genua verlangte Mathews sogar die Abtretung des Hafens von Finale.
Die spanische Regierung wandte sich an Ludwig XV. und bat um Hilfe. Der König befahl dem damals fast 80-jährigen Admiral Claude-Élisée de Court de La Bruyère, mit der französischen Mittelmeerflotte die Spanier entweder nach Genua oder zurück nach Spanien zu geleiten. Nur wenn die französische Flotte angegriffen werden sollte, durfte sie sich wehren. Die spanische Flotte konnte sich nicht vollständig am Auslaufen beteiligen, da für vier Fregatten die nötige Besatzung fehlte. Die gesamte gemeinsame Flotte bestand aus 27 Kriegsschiffen. Darunter waren 8 Fregatten. Die Flotte verfügte über 1970 Geschütze.
Mathews hatte von dem bevorstehenden Ausbruch erfahren. Er zog die Mehrzahl der britischen Schiffe bei den Îles d’Hyères zusammen. Er verfügte über 30 Linienschiffe, 13 Fregatten und 5 Brander. Weitere zwei Schiffe beobachteten den Hafen von Toulon. Die englische Flotte hatte 2434 Geschütze.

## Verlauf

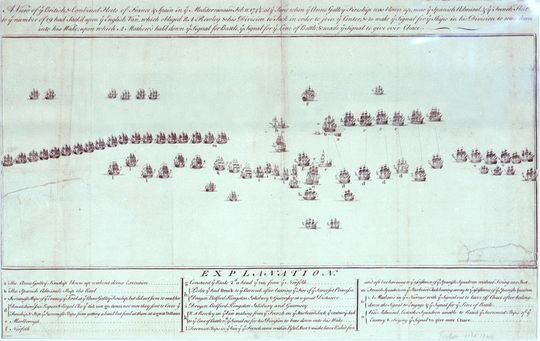
Überblicksdarstellung der Schlacht

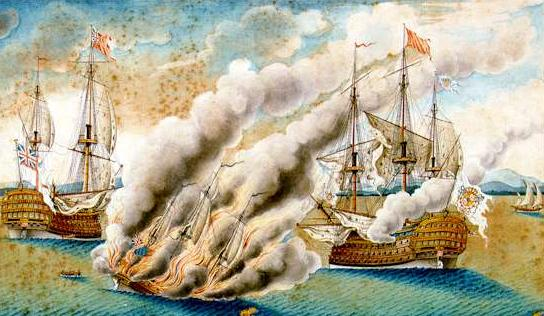
Der britische Brander Anne Galley wurde versenkt, ehe er beim Gegner ankam

Die vereinigte spanisch-französische Flotte lief am 20. Februar 1744 aus, und die Linienschiffe nahmen eine Schlachtlinie ein. Diese war in eine Vorhut, die Mitte und eine Nachhut gegliedert.
Die britische Flotte verfolgte seit dem 21. Februar die gegnerischen Schiffe. Der französische Admiral seinerseits befahl den Angriff. Allerdings kam es an diesem Tage wegen Windmangels nicht zu einem Gefecht. Am nächsten Tag war der Wind günstiger. Mathews hatte seine Flotte ähnlich wie der Gegner gegliedert. Die Vorhut stand unter dem Befehl von Konteradmiral Rowley. Die Mitte befehligte Mathews selbst. Die Nachhut stand unter dem Kommando von Vizeadmiral Richard Lestock.
Die britische Vorhut und ein Großteil der französischen Schiffe entfernte sich nach Süden. Die britische Nachhut war zu diesem Zeitpunkt noch zu weit entfernt, um sich an der Schlacht beteiligen zu können. Die Schiffe unter Mathews und die spanischen Schiffe trafen gegen Mittag auf der Höhe des Kaps Sicié aufeinander. Das britische Flaggschiff, die Namur, mit 90 Kanonen scherte zusammen mit zwei weiteren Schiffen aus der Schlachtlinie aus, um das gegnerische Flaggschiff, die Real Felipe mit 110 Geschützen, und dessen Begleitschiffe anzugreifen. Teilweise ging das Artilleriegefecht in Nahkämpfe über.
Die Spanier verteidigten sich heftig. Das britische Flaggschiff war manövrierunfähig und musste die Schlacht verlassen. Das spanische Flaggschiff verlor alle Masten, wehrte sich aber weiter. Gegen 5 Uhr griffen die Briten das spanische Flaggschiff erneut an, diesmal auch mit Brandern. Dieser Angriff misslang, und spanische Schiffe vertrieben die britischen Begleitschiffe. Die beiden gegnerischen Geschwader sammelten sich.
Währenddessen war es zwischen den Schiffen der britischen Vorhut und den französischen Schiffen nur zu unbedeutenden Gefechten gekommen.
Die spanisch-französische Vorhut blieb ohne Gegner. Ihr Versuch, zu wenden und die Briten von der anderen Seite anzugreifen, scheiterte an Gegenmaßnahmen dreier britischer Kommandanten, die dafür bewusst anders lautende Befehle missachteten. Für dieses Verhalten wurden sie später zunächst entlassen. In der Folge wurde die Strafe wieder aufgehoben. Kapitän Edward Hawke verließ die Linie, griff erfolgreich ein gegnerisches Schiff an und nahm dieses als Prise.
Das Einbrechen der Dunkelheit sorgte letztlich dafür, dass Mathews mit seinem Geschwader nicht mehr die spanischen Schiffe angreifen und klar besiegen konnte. Die Spanier verloren ein Schiff vollständig. Drei waren stark beschädigt und das Flaggschiff weitgehend gefechtsunfähig. Auch das britische Flaggschiff und ein weiteres Schiff waren so stark beschädigt, dass sie geschleppt werden mussten. Auch weitere britische Schiffe hatten teilweise erhebliche Schäden davongetragen. In der Nacht herrschte ein heftiger Wind, der beide Flotten auf das offene Meer hinaus trieb. Am nächsten Tag kam es noch zu einigen kleineren Gefechten.
Der spanischen und französischen Flotte gelang es bis zum Abend, sich zu sammeln. Sie formierten sich zu einer Erneuerung der Schlacht. Auch die Briten machten sich zur Schlacht bereit. Erneut verhinderte die Nacht ein Aufeinandertreffen beider Flotten. Während der Nacht sorgte der starke Wind dafür, dass die beiden Flotten am nächsten Morgen weit voneinander entfernt waren. Am nächsten Tag sollte Vizeadmiral Lestock den Gegner verfolgen, während Mathews selbst in Richtung Menorca segelte. Dort angekommen, befahl er Lestock, die Flagge einzuholen und nach England zurückzukehren. Die französische Flotte lief am 27. Februar in Alicante ein. Die spanische Flotte erreichte Cartagena am 7. März. Später vereinigte sie sich wieder mit den Franzosen.

## Flotten

### Großbritannien

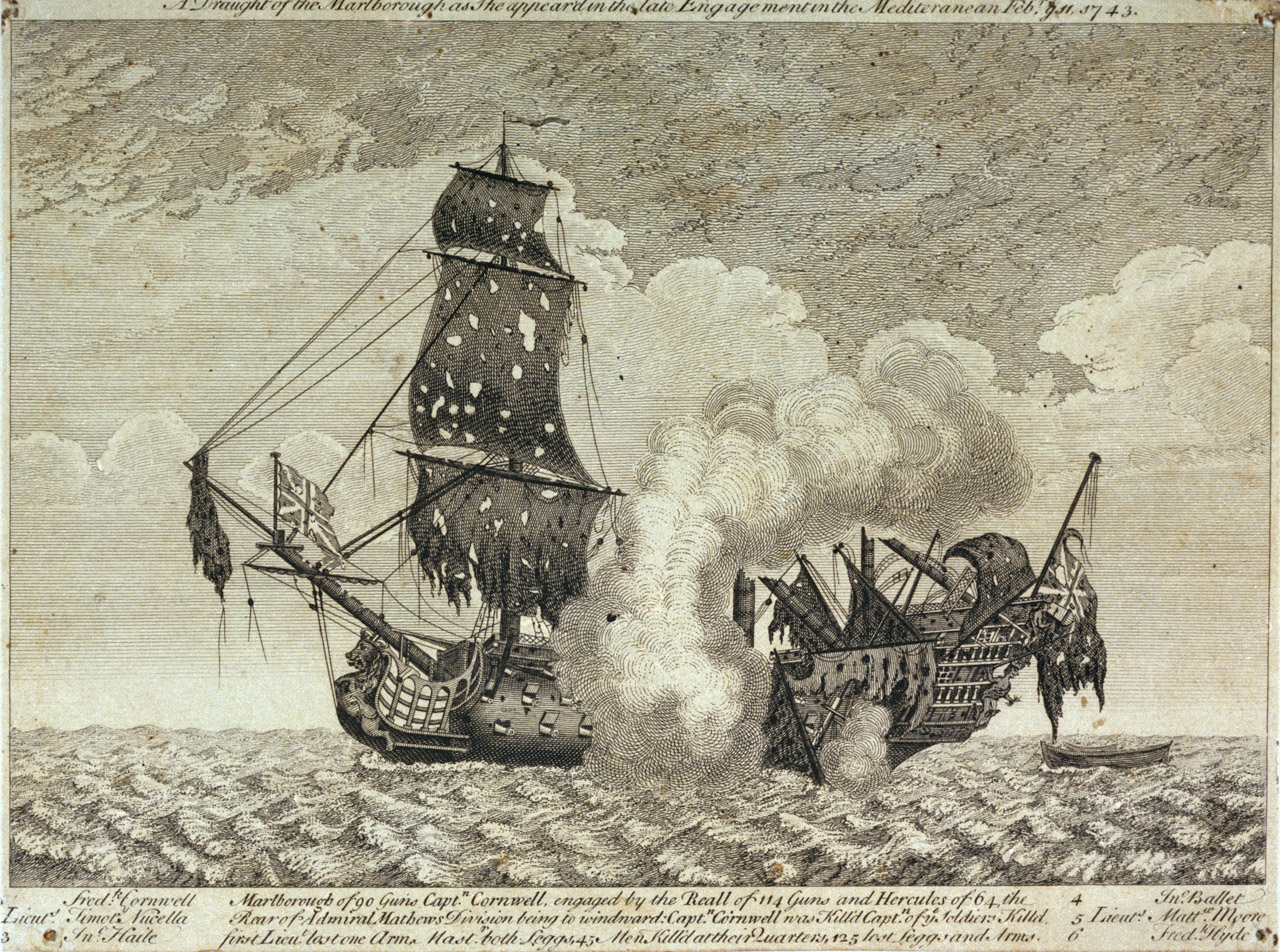
Die stark beschädigte Marlborough nach der Schlacht

| Schiff                     | Kanonen | Kommandant             | Verluste | Verluste  | Verluste  | Anmerkungen                                            |
| Schiff                     | Kanonen | Kommandant             | getötet  | verwundet | Insgesamt | Anmerkungen                                            |
| Vorhut                     | Vorhut  | Vorhut                 | Vorhut   | Vorhut    | Vorhut    | Vorhut                                                 |
| -------------------------- | ------- | ---------------------- | -------- | --------- | --------- | ------------------------------------------------------ |
| Stirling Castle            | 70      | Thomas Cooper          |          |           |           |                                                        |
| Warwick                    | 60      | Temple West            |          |           |           |                                                        |
| Nassau                     | 70      | James Lloyd            |          |           |           |                                                        |
| Barfleur                   | 90      | Merrick de l’Angle     | 25       | 25        | 45        | Geschwaderflaggschiff von Rear-Admiral William Rowley  |
| Princess Caroline          | 80      | Henry Osborne          |          |           |           |                                                        |
| Berwick                    | 70      | Edward Hawke           |          |           |           |                                                        |
| Chichester                 | 80      | William Dilke          |          |           |           |                                                        |
| Boyne                      | 80      | Rowland Frogmere       |          |           |           |                                                        |
| Kingston                   | 60      | John Lovett            |          |           |           |                                                        |
| Zentrum                    |         |                        |          |           |           |                                                        |
| Dragon                     | 60      | Charles Watson         |          |           |           |                                                        |
| Bedford                    | 70      | George Townshend       |          |           |           |                                                        |
| Somerset                   | 80      | George Sclater         |          |           |           |                                                        |
| Princess                   | 70      | Robert Pett            | 8        | 20        | 28        |                                                        |
| Norfolk                    | 80      | John Forbes            | 12       | 25        | 37        |                                                        |
| Namur                      | 90      | John Russell           | 8        | 20        | 28        | Flottenflaggschiff von Admiral Thomas Mathews          |
| Marlborough                | 90      | James Cornewall        | 26       | 20        | 46        |                                                        |
| Dorsetshire                | 80      | George Burrish         |          |           |           |                                                        |
| Essex                      | 70      | Nicholas Robinson      |          |           |           |                                                        |
| Rupert                     | 60      | John Ambrose           |          |           |           |                                                        |
| Royal Oak                  | 70      | Edmund Williams        |          |           |           |                                                        |
| Nachhut                    |         |                        |          |           |           |                                                        |
| Dunkirk                    | 60      | Charles Wager Purvis   |          |           |           |                                                        |
| Cambridge                  | 80      | Charles Drummond       |          |           |           |                                                        |
| Torbay                     | 80      | John Gascoigne         |          |           |           |                                                        |
| Neptune                    | 90      | George Stepney         |          |           |           | Geschwaderflaggschiff von Vice-Admiral Richard Lestock |
| Russell                    | 80      | Robert Long            |          |           |           |                                                        |
| Buckingham                 | 70      | John Towry             |          |           |           |                                                        |
| Elizabeth                  | 70      | Joseph Lingen          |          |           |           |                                                        |
| Revenge                    | 70      | George Berkeley        |          |           |           |                                                        |
| Nicht in der Schlachtlinie |         |                        |          |           |           |                                                        |
| Oxford                     | 50      | Harry Powlett          |          |           |           | Linienschiff, Vorhut                                   |
| Faversham                  | 44      | John Watkins           |          |           |           | Vorhut                                                 |
| Winchelsea                 | 20      | William Marsh          |          |           |           | Fregatte, Vorhut                                       |
| Guernsey                   | 50      | Samuel Cornish         |          |           |           | Linienschiff, Zentrum                                  |
| Salisbury                  | 50      | Peter Osborn           |          |           |           | Linienschiff, Zentrum                                  |
| Dursley Galley             | 20      | Giles Richard Vanbrugh |          |           |           | Zentrum                                                |
| Anne Galley                | 8       | James Macky            | 25       | 0         | 25        | Brander, Zentrum, explodiert                           |
| Nonsuch                    | 50      | Edmund Strange         |          |           |           | Linienschiff, Nachhut                                  |
| Romney                     | 50      | Henry Godsalve         |          |           |           | Linienschiff, Nachhut                                  |
| Diamond                    | 44      | James Hodsoll          |          |           |           | Nachhut                                                |
| Mercury                    | 8       | John Davies            |          |           |           | Brander, Nachhut                                       |
| Spence                     | 8       | Thomas Mogg            |          |           |           |                                                        |
| Sutherland                 | 54      | Alexander Colville     |          |           |           | Lazarettschiff                                         |

### Frankreich und Spanien
| Schiff                     | Kanonen | Kommandant                                | Verluste | Verluste  | Verluste  | Anmerkungen                                                             |
| Schiff                     | Kanonen | Kommandant                                | getötet  | verwundet | Insgesamt | Anmerkungen                                                             |
| Vorhut                     | Vorhut  | Vorhut                                    | Vorhut   | Vorhut    | Vorhut    | Vorhut                                                                  |
| -------------------------- | ------- | ----------------------------------------- | -------- | --------- | --------- | ----------------------------------------------------------------------- |
| Borée                      | 64      |                                           |          |           |           |                                                                         |
| Toulouse                   | 60      |                                           |          |           |           |                                                                         |
| Duc d'Orléans              | 74      |                                           |          |           |           |                                                                         |
| Espérance                  | 74      |                                           |          |           |           | Flaggschiff von Chef d’escadre Pierre Gabaret                           |
| Trident                    | 64      |                                           |          |           |           |                                                                         |
| Alcyon                     | 50      |                                           |          |           |           |                                                                         |
| Aquilon                    | 48      |                                           |          |           |           |                                                                         |
| Éole                       | 64      |                                           |          |           |           |                                                                         |
| Zentrum                    |         |                                           |          |           |           |                                                                         |
| Heureux                    | 60      | Louis-Philippe de Rigaud de Vaudreuil     |          |           |           |                                                                         |
| Sérieux                    | 64      |                                           |          |           |           |                                                                         |
| Feme                       | 74      |                                           |          |           |           |                                                                         |
| Tigre                      | 50      |                                           |          |           |           |                                                                         |
| Terrible                   | 78      |                                           |          |           |           | Flaggschiff von Lieutenant-général Claude-Élisée de Court de La Bruyère |
| Saint Esprit               | 74      |                                           |          |           |           |                                                                         |
| Diamant                    | 58      |                                           |          |           |           |                                                                         |
| Solide                     | 64      |                                           |          |           |           |                                                                         |
| Nachhut                    |         |                                           |          |           |           |                                                                         |
| Oriente                    | 60      |                                           |          |           |           |                                                                         |
| América                    | 60      |                                           |          |           |           |                                                                         |
| Neptuno                    | 60      |                                           |          |           |           |                                                                         |
| Poder                      | 64      |                                           |          |           |           |                                                                         |
| Constante                  | 60      |                                           |          |           |           |                                                                         |
| Real Felipe                | 114     |                                           |          |           | ≈ 500     | Flaggschiff von Jefe de Escuadra Juan José Navarro                      |
| Hércules                   | 60      |                                           |          |           |           |                                                                         |
| Brillante                  | 64      |                                           |          |           |           |                                                                         |
| San Fernando               | 60      |                                           |          |           |           |                                                                         |
| Soberbio                   | 60      |                                           |          |           |           |                                                                         |
| Santa Isabel               | 60      |                                           |          |           |           |                                                                         |
| Nicht in der Schlachtlinie |         |                                           |          |           |           |                                                                         |
| Atalante                   | 26      | Jean-François de Bertet de La Clue-Sabran |          |           |           | Fregatte (Vorhut)                                                       |
| Flore                      | 26      |                                           |          |           |           | Fregatte (Zentrum)                                                      |
| Zéphyr                     | 28      |                                           |          |           |           | Fregatte (Zentrum)                                                      |
| Volage                     | 24      | Joseph de Bauffremont                     |          |           |           | Fregatte (Nachhut)                                                      |
| des Weiteren vier Brander  |         |                                           |          |           |           |                                                                         |

## Folgen
Beide Seiten beanspruchten den Sieg für sich. Den verbündeten Franzosen und Spaniern war es gelungen, Toulon zu verlassen und Spanien zu erreichen. Es gelang ihnen aber nicht, die Seeherrschaft im Mittelmeer zu erringen. Durch die in der Schlacht entstandenen Schäden sah sich die Flotte in der nächsten Zeit gezwungen, im Hafen zu bleiben. Philipp V. erhob Navarro zum Marquis de la Victoria und ernannte ihn zum Generalleutnant der Flotte. Auf Regierungsebene beschuldigte Spanien Frankreich eines falschen Spiels. Die Franzosen hätten sich weitgehend aus der Schlacht herausgehalten. Der französische Admiral wurde zu einer Untersuchung nach Versailles geladen und fiel in Ungnade. Die englische Flotte litt nur kurze Zeit an den Folgen des Gefechts und wurde zudem weiter verstärkt.
Mathews kehrte nach Großbritannien zurück. In der Öffentlichkeit und im Unterhaus wurde über das wenig ruhmreiche Ergebnis der Schlacht debattiert. Lestock, Mathews und elf Kapitäne mussten sich schließlich vor dem Kriegsgericht verantworten. Ihnen wurde vorgeworfen, ihre Pflicht nicht erfüllt zu haben. Ein Angeklagter floh ins Ausland, einer starb vor der Urteilsverkündung. Nur zwei Offiziere wurden freigesprochen. Darunter war auch Lestock. Die übrigen, auch Admiral Mathews, wurden aus der Flotte entlassen und verloren ihren Rang. Mathews war vorgeworfen worden, die Schlacht begonnen zu haben, ohne auf die Unterstützung von Lestock gewartet zu haben.